# Dekanat sędziszowski
Dekanat sędziszowski – jeden z 33 dekanatów rzymskokatolickiej diecezji kieleckiej. Tworzy go 9 parafii:
- Krzcięcice – pw. św. Prokopa m.
- Mstyczów – pw. Wniebowzięcia Najświętszej Maryi Panny
- Obiechów – pw. Nawiedzenia Najświętszej Maryi Panny
- Rakoszyn – pw. św. Stanisława b. m.
- Sędziszów – pw. św. Brata Alberta Chmielowskiego
- Sędziszów – pw. św. Piotra i Pawła App.
- Słupia – pw. Trójcy Świętej
- Tarnawa – pw. św. Marcina
- Trzciniec – pw. Podwyższenia Krzyża Świętego